# Herman Meerloo

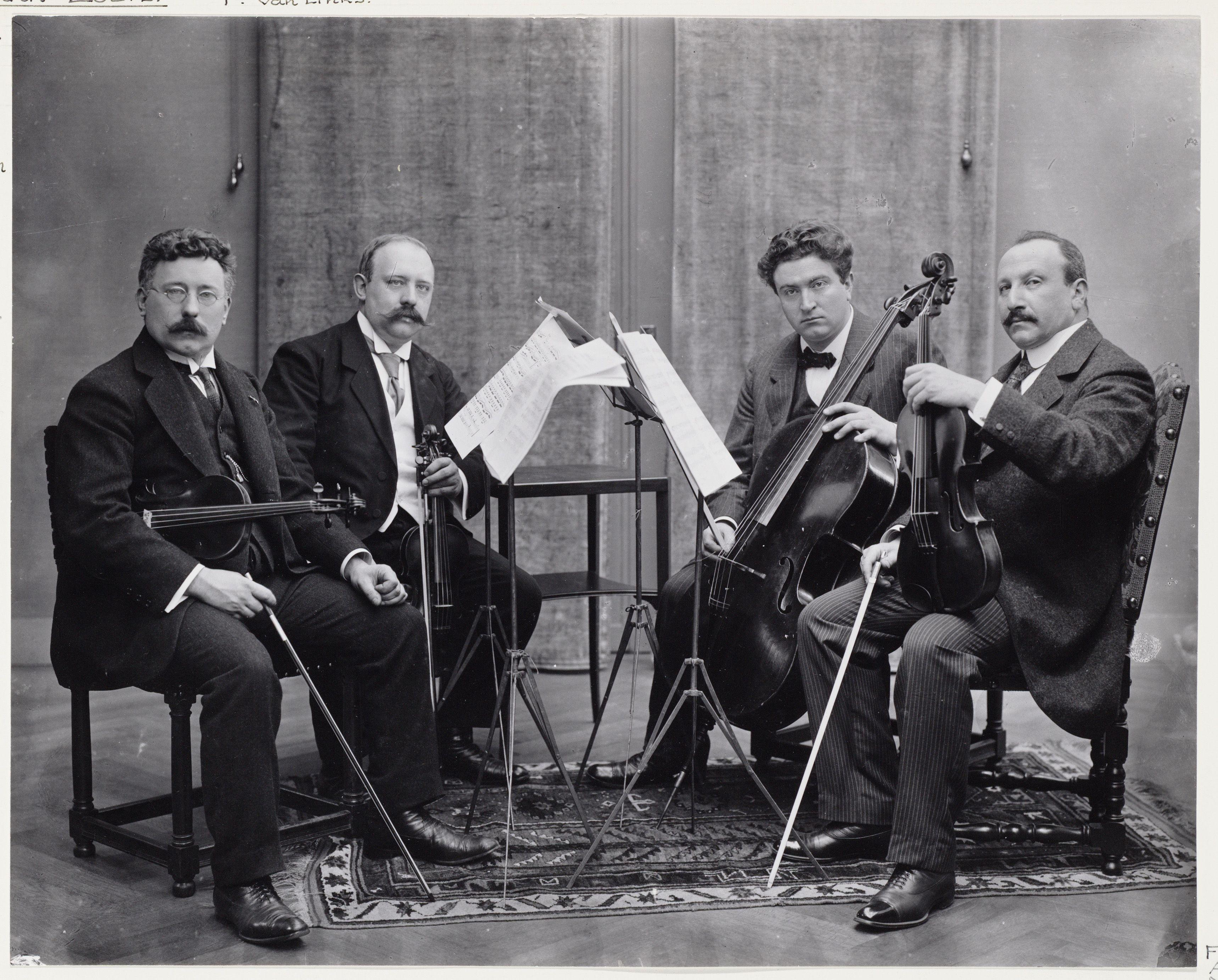
Amsterdams Strijkkwartet met Meerloo uiterst rechts (1913)

Hendricus (Herman) Meerloo (Den Haag, 14 november 1865- Amsterdam, 3 februari 1924) was een Nederlands altviolist. 
Hij was zoon van commissionair Hartog Leonardus Meerloo en Jeannette Stibbe. Broer Leon H. Meerlo was cellist, broer Eduard muziekonderwijzer. Hij was getrouwd met Isabella Tas. Het echtpaar woonde langere tijd in de Jodenbuurt, bijvoorbeeld aan het Waterlooplein 4. Hij werd begraven op de Israëlitische Begraafplaats in Muiderberg. 
Hij kreeg zijn opleiding aan de Muziekschool Den Haag bij violist G. Mulder. Hij werd echter altviolist bij het Utrechts Stedelijk Orkest. In 1884 vertrok hij naar Amsterdam om er te gaan spelen in de Parkorkest van Johannes Meinardus Coenen, na een jaar zat hij in het Paleisorkest (Paleis voor Volksvlijt) en in 1888 bij de oprichting van het Concertgebouworkest nam hij ook daar plaats op de stoel van solo-altist. Hij concerteerde tot aan Sint Petersburg aan toe. Met het Concertgebouw orkest gaf hij als solist meer dan veertig concerten onder dirigent als Willem Kes, Willem Mengelberg, Cornelis Dopper. Hij specialiseerde zich verder in het bespelen van de viola d'amore. Hij maakte deel uit van het Concertgebouwkwartet ook wel Amsterdamse Strijkkwartet, een kamermuziekensemble. Meerlo ging ten onder aan de muziek; bij het openen van zijn vioolfoedraal sneed hij zich in de vinger en kreeg een bloedvergiftiging. 
Hij was vioolleraar van een beginnende Albert van Raalte.